# Bajelani jezik
Bajelani jezik (ISO 639-3: bjm), zapadnoiranski jezik iz Iraka kojim govori 20 000 ljudi (1976 S. Sara) u iračkom Kurdistanu. Pripadnici etničke skupine Bajelani ogranak su Gurana, a njihov jezik pripada zaza-goranskoj podskupini.
Od kasnih 1980-tih mnogi Bajelani su raseljeni.

## Vanjske poveznice
- Ethnologue (14th)
- Ethnologue (15th)